# Ligne de Manzanares à Ciudad Real
La ligne de Manzanares à Ciudad Real, initialement appelée ligne d'Alcázar de San Juan à Ciudad Real  est une ligne de chemin de fer électrifiée, à écartement ibérique et à voie unique longue de 64,628 km, située en Castille-La Manche, en Espagne.
Mise en service en 1861 par la Compañía de los Ferrocarriles de Madrid a Zaragoza y Alicante (MZA), la ligne relie Manzanares à Ciudad Real.
Elle constitue la ligne 522 d'ADIF.

## Histoire

### Chronologie
- 1er octobre 1860, mise en service de Manzanares à Daimiel[3].
- 21 janvier 1861, mise en service de Daimiel à Almagro[3].
- 14 mars 1861, mise en service d'Almagro à Ciudad Real[3].

### Construction
En 1852, la construction d'une voie ferrée reliant Socuéllamos à Ciudad Real via Tomelloso, Argamasilla de Alba, Manzanares, Daimiel et Almagro fut proposée. Le projet a été élaboré par les ingénieurs Santiago Bausá et Antonio Arriete, et les travaux commencèrent un an plus tard. Le terrassement fut réalisé dans la zone d’Argamasilla, mais les travaux furent interrompus par une loi de 1855 promulguée par le ministre Francisco de Luxán.
En 1859, à l’initiative du ministre de l’époque Claudio Moyano, un décret royal modifia le projet précédent et fixa le début du tracé à Alcázar de San Juan. Après la mise aux enchères de la concession, la compagnie MZA obtint en avril 1859 les droits de construction de cette nouvelle ligne ferroviaire. La géographie de la région ne présentant pas de difficultés majeures, les travaux purent être réalisés avec une certaine facilité. Le tronçon entre Alcázar et Manzanares fut achevé le 1er juillet 1860 ; celui entre Manzanares et Daimiel, le 1er octobre de la même année ; Daimiel – Almagro, le 21 janvier 1861 ; et Almagro – Ciudad Real, le 14 mars 1861,. Une fois les travaux terminés, la ligne fut ouverte au trafic en mars 1861. 

### Exploitation et évolution
MZA poursuivit les travaux de construction à partir de la gare de Manzanares afin d’établir une ligne vers l’Andalousie (es), ce qui entraîna le détachement de la section entre Alcázar de San Juan et Manzanares au profit de cette nouvelle ligne. La compagnie MZA ambitionnait également d’obtenir la concession de la ligne de Ciudad Real à Badajoz, dans le but d’assurer une liaison avec le Portugal. Bien que cette dernière ait été attribuée à une autre compagnie (es), la ligne — déjà construite — fut finalement rachetée par MZA en 1880 et intégrée à son propre réseau. En 1941, avec la nationalisation du réseau ferroviaire à écartement ibérique, la ligne de Manzanares à Ciudad Real fut intégrée à RENFE.
Durant les années 1970, les travaux d'électrification de la ligne ont débuté et se sont terminés en 1975. Le tronçon jusqu’à Puertollano et sa raffinerie a également été électrifié, permettant ainsi l’utilisation de la traction électrique pour les trains de marchandises circulant sur l'axe entre Madrid et l'Andalousie, via Alcázar de San Juan.
Après la fermeture partielle de la ligne de Madrid à Badajoz en 1988, le tronçon entre Manzanares et Ciudad Real a accueilli temporairement les circulations des trains entre Madrid et Badajoz. Au début des années 1990, dans le cadre de la construction de la LGV Madrid - Séville, le tracé fut modifié entre Miguelturra et Ciudad Real : en septembre 1991 entra en service le « triangle de Ciudad Real », grâce à l’ouverture d’une courte branche reliant la gare de Ciudad Real–Miguelturra à la ligne de Ciudad Real à Badajoz via la bifurcation de Poblete. L’année suivante, après la fermeture de l’ancienne gare historique de la MZA, les voies furent déviées vers la nouvelle gare.
Le 31 décembre 2004 à la suite de la scission de la RENFE en Renfe Operadora et AIDF, la gestion de la ligne passa à cette dernière.

## Caractéristiques

### Ouvrages d'art
| Nom                                         | PK      | Long. |
| ------------------------------------------- | ------- | ----- |
| Pont sur l'Azuer                            | 206.775 | 20 m  |
| Pont sur la route Daimiel - Valdepeñas      | 218.372 | 16 m  |
| Pont sur l'autoroute A-42                   | 221.584 | 77 m  |
| Viaduc                                      | 260.479 | 432 m |
| Pont sur l'autoroute A-42                   | 261.009 | 18 m  |
| Pont sur la route Ciudad Real - Miguelturra | 261.338 | 12 m  |
| Pont de Ciudad Real                         | 261.732 | 32 m  |

### Équipement
La ligne est électrifiée en 3 000 V continu, équipée du block automatique de voie unique (BAU), dotée du contrôle de trafic centralisé (CTC) et d'une liaison radiotéléphonique canal 61.

### Vitesses limites
| De (PK) | À (PK)      | Limite (km/h) |
| ------- | ----------- | ------------- |
| 197,3   | 198,7       | 90            |
| 198,7   | 238,8       | 140           |
| 238,8   | 241,5       | 130           |
| 241,5   | 259,4       | 140           |
| 259,4   | Ciudad Real | 60            |